# Dehtáře
Dehtáře (německy Dechtar) jsou obec v okrese Pelhřimov v Kraji Vysočina. Žije zde 121 obyvatel.

## Historie
První písemná zmínka o obci pochází z roku 1379.

## Obyvatelstvo
| Rok            | 1869 | 1880 | 1890 | 1900 | 1910 | 1921 | 1930 | 1950 | 1961 | 1970 | 1980 | 1991 | 2001 | 2011 | 2021 |
| -------------- | ---- | ---- | ---- | ---- | ---- | ---- | ---- | ---- | ---- | ---- | ---- | ---- | ---- | ---- | ---- |
| Počet obyvatel | 449  | 433  | 377  | 360  | 358  | 352  | 301  | 198  | 211  | 184  | 135  | 116  | 101  | 124  | 116  |
| Počet domů     | 65   | 67   | 69   | 57   | 54   | 51   | 50   | 50   | 45   | 41   | 34   | 43   | 42   | 49   | 50   |

## Obecní správa
Mezi lety 1869–1976 Dehtáře byly obcí v okrese Pelhřimov. Od 1. dubna 1976 do 30. června 1980 patřily jako část obce k Velkému Rybníku. Od 1. července 1980 do 23. listopadu 1990 patřily jako čast města k Pelhřimovu a od 24. listopadu 1990 jsou opět samostatnou obcí.

### Části obce
- Dehtáře
- Milotice
- Onšovice
- Vadčice

## Pamětihodnosti
- Kaplička Panny Marie
- Kaplička sv. Václava v Onšovicích
- Hrobský mlýn s malou vodní elektrárnou u Milotic